# Basversterker

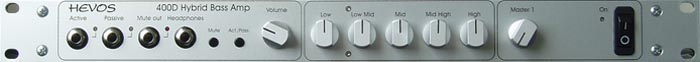
Een basversterker van het merk Hevos in rackformaat

Een basversterker is een elektronisch apparaat om het signaal van een elektrische of akoestische basgitaar of een contrabas te versterken. Omdat het signaal van een bas – meer dan bij andere instrumenten – vooral de laagste tonen van het(hoorbare) geluidsspectrum bevat, moet een basversterker enkele bijzondere eigenschappen hebben.
In de eerste plaats is de toonregeling aangepast: de kantelfrequenties van de toonregeleenheden liggen anders dan bijvoorbeeld bij een gitaarversterker. Zo liggen de kantelfrequenties van de hier getoonde basversterker op 60 Hz (Low), 250 Hz (Low-Mid), 800 Hz (Mid), 2,5 kHz (Mid-High) en 8 kHz (High), hoewel de frequenties van de open snaren van de basgitaar variëren van 41,20 Hz tot 98 Hz.
In de tweede plaats moet een basversterker een voeding hebben die voldoende krachtig is om ook de laagste tonen zonder problemen weer te geven. De versterking van lage tonen tot een gehoormatig vergelijkbaar niveau vereist immers veel meer energie dan die van hoge tonen. Die energie moet de basversterker kunnen leveren.
Een basversterker bestaat uit een voorversterker en een eindversterker. Bij de meeste basversterkers zijn voor- en eindversterker gecombineerd in één kast. Er zijn echter ook losse basvoorversterkers en baseindversterkers in de handel. Een basversterker wordt aangesloten op een of meer speciale basluidsprekerkasten.
Net als bij gitaarversterkers bestaat ook bij basversterkers de keuze tussen buizen- en halfgeleiderversterkers ('transistorversterkers'). Omdat basversterkers dikwijls grote vermogens moeten kunnen leveren, is de eindversterker meestal van het halfgeleidertype. Grote vermogens, van bijvoorbeeld 400 watt, zijn uiteraard ook met buizen mogelijk, maar dergelijke versterkers worden nagenoeg ontilbaar (en, niet te veronachtzamen: ook bijzonder duur). Buizenversterkers geven zelden meer dan 150 watt en gaan bij hun piekvermogen licht vervormen, wat een klank geeft die bij sommige bassisten erg geliefd is, met name in de garagerock en aanverwante stijlen. Bij transistorversterkers met grote vermogens gaat het erom het signaal juist zo zuiver ('clean') mogelijk in de luidsprekers te krijgen. Vaak is het gemiddelde vermogen tijdens gebruik minder dan 100 watt, maar liggen de pieken van de aanslag (zeker in geval van slappingspel) een stuk hoger. Daarom moet er extra vermogen (headroom) over zijn.
Een halfgeleidereindversterker wordt vaak gekoppeld aan een buizenvoorversterker vanwege de bijzondere klankeigenschappen van de buizen, die ook door bassisten gewaardeerd worden. Een dergelijke koppeling van buizenvoor- en halfgeleidereindversterker wordt een hybride versterker genoemd. Maar er zijn ook veel all-transistorbasversterkers in de handel, die meestal wat goedkoper zijn dan de hybride modellen.